# Бранденберг
Бранденберг (нім. Brandenberg) — містечко й громада округу Куфштайн у землі Тіроль, Австрія.
Бранденберг лежить на висоті 919 м над рівнем моря і займає площу 130,18 км². Громада налічує 1547 мешканців.
Густота населення 12/км².
 Адреса управління громади: HNr. 8 b, 6234 Brandenberg (Tirol).